# NGC 6845

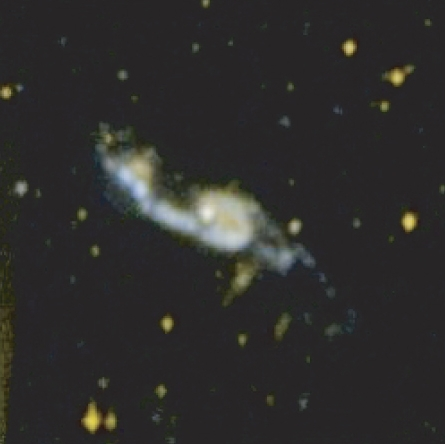
L'ammasso di galassie fotografato dal GALEX: al centro, NGC 6845A; in alto a sinistra rispetto a 6845A, NGC 6845B; gli altri due componenti, NGC 6845C e NGC 6845D sono presenti nell'immagine ma non chiaramente visibili.

NGC 6845 (noto anche come Klemola 30) è un gruppo compatto di quattro galassie interagenti situato in direzione della costellazione del Telescopio.
Il gruppo ha certe somiglianze con il Quintetto di Stephan e la sua distanza è stimata in 90 Megaparsec.
I componenti del gruppo sono due galassie spirali, NGC 6845A e NGC 6845B, e due galassie lenticolari, NGC 6845C e NGC 6845D.
Le quattro galassie occupano una porzione di cielo di circa 4' x 2'.
La galassia di maggiori dimensioni è NGC 6845A, una galassia spirale barrata dove, nel giugno 2008, fu osservata una supernova di tipo II, la SN 2008DA. A circa 4,4' nord-est di NGC 6845B è stata scoperta la galassia nana ATCA J2001-4659, identificata come compagna di NGC 6845.
Il gruppo NGC 6845 fu scoperto il 7 luglio 1834 da John Herschel.